# Miguel Bonnin
Miguel Bonnin (Asunción, Paraguay, 8 de agosto de 1957) es un bailarín, coreógrafo y director de ballet paraguayo. Actualmente dirige el Ballet Clásico y Moderno Municipal de Asunción y el Estudio de Arte Coreográfico Bonnin. Asesor artístico de la Fundación Ballet Teatro de Asunción.Gran Coreógrafo.

## Familia
Sus padres son José María Bonnin Yódice y Germana Figueredo Recalde. Casado con Patricia Manavella, y padre de Francesco, Maximiliano y Paloma.  

## Trayectoria

### Inicios como bailarín
Inició sus estudios a los 8 años de edad en la Escuela Municipal de Danzas. Estudió Danza Clásica con Tala Ern de Retivoff, Alexander Plisestky, Vera Stasny, Bjorn Homgren, Tatiana Leskova y Eugenia Feodorova; y Danza Moderna con María Retivoff e Hilda Riveros.
Como primer bailarín profesional trabajó en el Ballet Moderno de Cámara del Instituto Nacional de Cultura de Lima (Perú), y también en el Ballet de la Universidad de San Marcos de Lima (Perú), Royal Ballet de Suecia, Cullbergballetten del Teatro Nacional Sueco, Ballet Municipal de Asunción, Ballet del Teatro Municipal de Río de Janeiro, Ballet del National Theater de Mannheim (Alemania). 
Con el Cullbergballetten realizó giras actuando en importantes teatros de Francia, Italia, España, Dinamarca, Finlandia y Noruega. En Europa trabajó bajo la dirección de renombrados coreógrafos contemporáneos, como Jiri Kilian, Birgit Cullberg y Mats Ek.
Realizó cursos de perfeccionamiento Raymond Franchetti (Francia), Martin Putke (Alemania), Vera Kirova (Bulgaria).
Ha compartido escenarios con figuras como Fernando Bujones, Zandra Rodríguez, Jean Ives Lormeou, Yoko Moroshita, Max EK, Nacho Duato, Ana Laguna y Daniela Malusardi. 
En Asunción realizó numerosas presentaciones con Nidia Neumayer, primera bailarina del Teatro Colón; con Ana Botafogo, primera bailarina del Ballet Teatro Municipal de Río de Janeiro: con Mariel Odera, primera bailarina del Ballet S.O.D.R.E de Montevideo y con Teresa Capurro primera bailarina del Paraguay con quien conformó una de las parejas más exitosas del Ballet en Paraguay. Como bailarín ha realizado los principales papeles en ballets como : "Romeo y Julieta", "El Lago de los cisnes", "Don Quijote", "Paquita", "La Fille Mal Gardeé", "Corsario" y numerosas obras de coreógrafos contemporáneos de renombre internacional.
Ha sido jurado del concurso de admisión de bailarines del Ballet del S.O.D.R.E. de Montevideo - Uruguay, también del Festival de Ballet Joinville de Brasil y de Danzamérica en Córdoba  - Argentina. 

## Coreografías
- Trilogía (1972)
- Entre cenizas (1973)
- Solo (1978)
- Tiempo para el indio (1981)
- siglo XX (1986)
- Danzón (1990)
- Danza del tambor olla (1995)
- Tango (1997)
- Canto a la alegría (1999)
- Despertar Campesino (2001)
- Árbol de la Vida (2005)
- Don Quijote (2005)
- Ejercicios Espirituales (2007)
- Francesco (2009)
- Roque Marangatu (2013)
- El lago de los Cisnes (2014)
- Las Moradas de Teresa (2015)

## Premios
- Segundo Puesto en el 1º Festival de Ballet de Trujillo, Perú (1978)
- Los 12 del año, radio Primero de Marzo Paraguay (1983)
- Mención de Honor en el premio Óscar Trinidad (1999)
- Premio Arlequín, Fundación Arlequín Teatro (1999)
- Maestro del arte, Centro Cultural de la República Cabildo (2008)
- Constructores de la paz, Fundación Banderas Blancas (2013)
- Hijo Dilecto de la Ciudad de Asunción (2013)

## Como director
En 1989 fue llamado para reestructurar el Ballet Clásico y Moderno Municipal de la Ciudad de Asunción, llamando a audiciones y a partir de ese año realizó 3 temporadas anuales. Bajo su dirección se realizaron varios Estrenos Mundiales como: Madame Butterfly (Jaime Pinto) 2002, La Viuda Alegre (Osvaldo Beiro) 2002, Los Tres Mosqueteros (Jaime Pinto) 2004, Don Quijote (Miguel Bonnin) 2005, Ejercicios Espirituales (Miguel Bonnin) 2007, Francesco (Miguel Bonnin) 2009, Madame Lynch (Jaime Pinto) 2010, Roque Marangatu (Miguel Bonnin) 2013.
También se estrenaron en Paraguay obras como: Giselle (Mario Galizzi) 1992, Cascanueces (Mario Galizzi) 2003, Lago de los Cisnes (Mario Galizzi) 2005, Salomé (Jaime Pinto) 2010, Treinta y tres horas bar (Eduardo Yedro) 2011.
Con la Fundación Ballet Teatro de Asunción ha organizado las 10 ediciones de la Gala Latinoamericana de Ballet en Paraguay, donde se presentaron las máximas figuras latinoamericanas como Marcia Haydee, Julio Bocca, Ana Botafogo, Maximiliano Guerra, Jose Carreño, Sara Nieto, Mariel Odera, Karina Olmedo, Carla Vincelli, Luis Ortigoza, y muchos más.